# Contea di Uvalde
La contea di Uvalde in inglese Uvalde County è una contea dello Stato del Texas, negli Stati Uniti. La popolazione al censimento del 2010 era di 26 405 abitanti. Il capoluogo di contea è Uvalde. La contea è stata creata nel 1850 ed organizzata nel 1856. Il suo nome deriva da Juan de Ugalde, il governatore spagnolo di Coahuila. La contea è stata creata da Reading Wood Black, che fondò anche la città di Uvalde.

## Geografia
| Anno | Popolazione | ±%     |
| ---- | ----------- | ------ |
| 1860 | 506         | Note:  |
| 1870 | 851         | 68,2%  |
| 1880 | 2 541       | 198,6% |
| 1890 | 3 804       | 49,7%  |
| 1900 | 4 647       | 22,2%  |
| 1910 | 11 233      | 141,7% |
| 1920 | 10 769      | −4,1%  |
| 1930 | 12 945      | 20,2%  |
| 1940 | 13 246      | 2,3%   |
| 1950 | 16 015      | 20,9%  |
| 1960 | 16 814      | 5,0%   |
| 1970 | 17 348      | 3,2%   |
| 1980 | 22 441      | 29,4%  |
| 1990 | 23 340      | 4,0%   |
| 2000 | 25 926      | 11,1%  |
| 2010 | 26 405      | 1,8%   |

Secondo l'Ufficio del censimento degli Stati Uniti d'America la contea ha un'area totale di 1 559 miglia quadrate (4040 km²), di cui 1 552 miglia quadrate (4020 km²) sono terra, mentre 6,7 miglia quadrate (17 km², corrispondenti allo 0,4% del territorio) sono costituiti dall'acqua.

### Strade principali
- U.S. Highway 83
- U.S. Highway 90
- State Highway 55
- State Highway 127

### Contee adiacenti
- Real County (nord)
- Bandera County (nord-est)
- Medina County (est)
- Frio County (sud-est)
- Zavala County (sud)
- Maverick County (sud-ovest)
- Kinney County (ovest)
- Edwards County (nord-ovest)